# Krzyżujące się nici
Krzyżujące się nici (tyt. oryg. Fije që priten) – albański film fabularny z roku 1976 w reżyserii Muharrema Fejzo.

## Opis fabuły
Klasyka albańskiego filmu szpiegowskiego. Agent obcego wywiadu, Sami Ameni, ląduje na lotnisku Rinas i szuka kontaktu z agentem Marko Ruviną, który współpracował z Niemcami w okresie okupacji. Obaj planują wysadzenie w powietrze dużego zakładu przemysłowego. Dla swoich planów wykorzystują informacje zdobyte za pośrednictwem Besy. Planów sabotażu nie uda się jednak zrealizować.
Film realizowano w Tiranie.

## Obsada
- Kadri Roshi jako Marko Ruvina
- Reshat Arbana jako Sami Ameni
- Roza Anagnosti jako Besa Kushta
- Luan Qerimi jako szef Sigurimi
- Astrit Çerma jako Kujtim, agent Sigurimi
- Serafin Fanko jako Clark
- Zhani Ziçishti jako Genc
- Sandër Prosi jako profesor Halimi
- Petrit Llanaj jako Petrit, agent Sigurimi
- Demir Hyskja jako Skender, mąż Besy
- Aishe Stari jako Dhimitra
- Pandi Siku jako Guxim, specjalista od kryminalistyki
- Binak Hatibi
- Ilia Shyti